# Alex Harvey (esquiador)
Alex Harvey (Quebec, 7 de septiembre de 1988) es un deportista canadiense que compite en esquí de fondo.
Ganó cinco medallas en el Campeonato Mundial de Esquí Nórdico entre los años 2011 y 2017. Participó en tres Juegos Olímpicos de Invierno, en los años 2010 y 2018, ocupando el cuarto lugar en Vancouver 2010 (velocidad por equipo) y el cuarto en Pyeongchang 2018 (50 km).

## Palmarés internacional
| Campeonato Mundial | Campeonato Mundial     | Campeonato Mundial | Campeonato Mundial   |
| Año                | Lugar                  | Medalla            | Prueba               |
| ------------------ | ---------------------- | ------------------ | -------------------- |
| 2011               | Oslo (Noruega)         | Medalla de oro     | Velocidad por equipo |
| 2013               | Val di Fiemme (Italia) | Medalla de bronce  | Velocidad individual |
| 2015               | Falun (Suecia)         | Medalla de plata   | Velocidad individual |
| 2015               | Falun (Suecia)         | Medalla de bronce  | 30 km                |
| 2017               | Lahti (Finlandia)      | Medalla de oro     | 50 km                |